# Coby Timp
Coby Timp, voluit Jacoba Timp-Toele (Amsterdam, 18 mei 1930), is een Nederlands actrice.

## Loopbaan
Timp werd op televisie bekend door rollen in onder andere Het Zonnetje in Huis als de wezensvreemde bovenbuurvrouw De Vries, en in Toen was geluk heel gewoon als Svetlana van den Broek, de hardhorende hospita van Henk van de Berg. Daarnaast speelde Timp in Goede tijden, slechte tijden de rol van Nora Daniël, de moeder van Daniël Daniël. Ook speelde zij regelmatig in Zeg 'ns AAA. Verder speelde Timp een gastrol in Baantjer: De Cock en de moord in het Kremlin. Van 1998 tot en met 2000 speelde ze een gastrol als Dora van Dam in Kees & Co. Daarnaast speelde zij in de korte film Jef. In aflevering 11 van seizoen 1 van de serie Vuurzee speelde Timp in 2006 een gastrol, en ook in Flikken Maastricht had zij een kleine gastrol in het vierde seizoen. In 2009 hervatte ze de rol van Nel Kalkman in de televisieserie Zeg 'ns Aaa. In 2014 speelde ze de schoonmoeder van Jaap Kooiman (Gerard Cox) in de film Toen was geluk heel gewoon. Sinds 2017 vertolkt zij de rol van Grietje in de serie Het geheime dagboek van Hendrik Groen.

### Theater
In de theaterbewerkingen van de comedyserie Zeg 'ns Aaa (seizoen 2003/2004: Zeg 'ns Aaa en seizoen 2007/2008: Met de assistente van dokter Van der Ploeg!) speelde Timp de rol van Nel Kalkman, de moeder van Mien Dobbelsteen.

## Filmografie
- De vloek van Woestewolf - Patiënt (1974)
- Spetters (1980)
- De lift - Receptioniste (1983)
- Zoeken naar Eileen - Toiletjuffrouw (1987)
- Ei - Moeder (1988)
- De wandelaar - Mevrouw Mol (1989)
- Den Haag vandaag: ofwel een avond lang lachen - Nel Dekker-Muk (1989)
- De brug - Gertie (1990)
- Romeo - Moeder (1990)
- Vreemde praktijken - Tante Constance (1990)
- 12 steden, 13 ongelukken - Els Michels/Moeder/Bep (1990, 1991, 1994, 1996)
- Op leven en dood (1992)
- Zonder Ernst - Mies (1992)
- Goede tijden, slechte tijden - Nora Daniël (1992-1995) (Terugkerende Gastrol 75 afl.)
- Ha, die Pa! - Oma Lagerveen (1993)
- Bureau Kruislaan (1993)
- Oppassen!!! - Mevrouw Beel (1993)
- Pleidooi - Moeder Wesseling (1994)
- Coverstory - Mevrouw Rielink (1995)
- Het Zonnetje in Huis - Mevrouw de Vries (1995-2003)
- Baantjer - Mevrouw Spaans (1996)
- Woensdag gehaktdag - Oude vrouw (1996)
- Toen was geluk heel gewoon - Hospita van Henk (1996-2001)
- Wij Alexander - Buurvrouw (1998)
- Kees & Co - Dora van Dam (1998-2000)
- Wildschut & De Vries - Mrs. Schoenmaker (2000)
- Wet & Waan - Oude vrouw (2001)
- Echt waar - Oma (2002)
- Lot - Oma (2003)
- Escort - Mevrouw Timmers (2006)
- Vuurzee - Mevrouw Koningsbergen (2006)
- Van Speijk - Mevrouw Eberhart (2006)
- Keyzer & De Boer Advocaten - Mevrouw Ellenbroek (2006)
- Afdwalen (2006)
- Jef - Oude vrouw (2006)
- Basta - Mama (2007)
- SUPERGRANNY - Oude vrouw (2007)[1]
- Zeg 'ns Aaa - Nel Kalkman (2009)
- Lege maag (2009)
- De co-assistent - Mevrouw Engels (2009)
- Flikken Maastricht - Gerda Brink (2010)
- Dokter Deen - An (2012)
- Oom Henk - Mevrouw van Andel (2012)
- Brammetje Baas - Oud vrouwtje in park (2012)
- Urfeld - Adrie (2012)
- Dokter Tinus - Anna van Huijm (2013)
- Toen was geluk heel gewoon - Lea van Vliet (2014)
- Popoz - Oude vrouw (2014)
- Kamer aangeboden - Mevrouw Blom (2015)
- Brasserie Valentijn - Mevrouw Hendriks (2016)
- De mannen van dokter Anne - Ria Smits (2016)
- Het geheime dagboek van Hendrik Groen - Grietje (2017 & 2019)
- SpangaS Special - Jannie (2019)
- De regels van Floor - bewoner verzorgingstehuis (2020)
- Wheelie - Oma Paprika (2025)

- International Standard Name Identifier: 0000 0000 4778 1562
- Library of Congress Control Number: n2008068516
- Virtual International Authority File: 1946600
- WorldCat: E39PBJwHcXdB7ybTcGYgk6HKVC